# Krautrock
Krautrock este un nume generic, dat la începutul anilor 1970 mișcării muzical-artistice a trupelor germane de rock experimental.

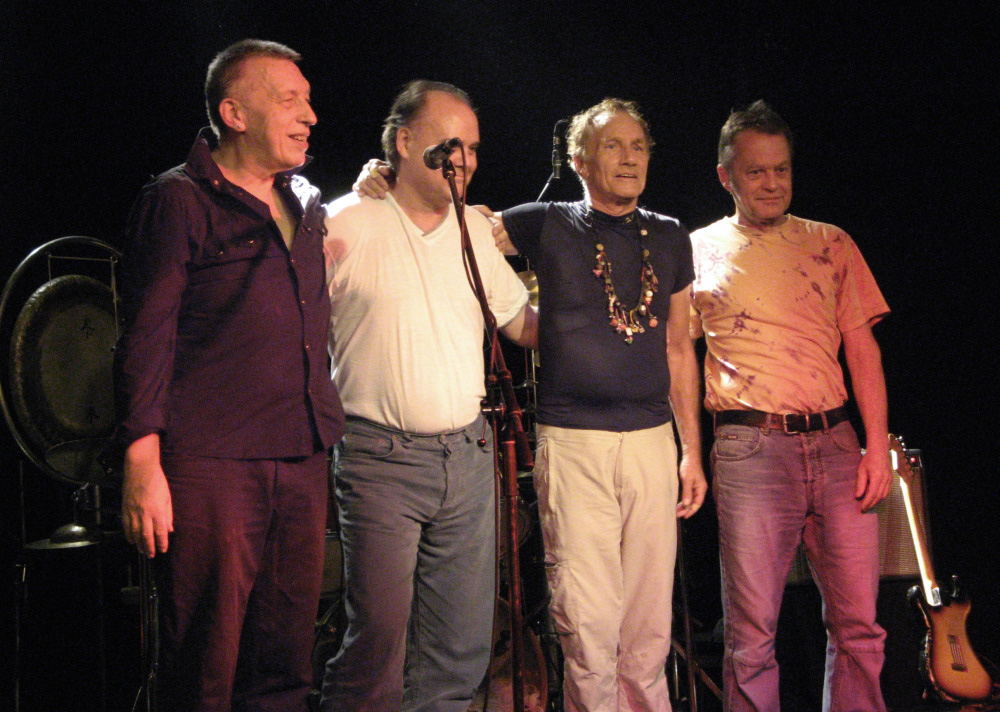
Trupa Guru Guru, una din veteranele genului Krautrock, la unul din concertele acesteia din anul 2007.

## Etimologie
Termenul de kraut, care în jargonul britanic din timpul și de după cel de-Al Doilea Război Mondial desemna o persoană de origine germană, e prescurtarea cuvântului Sauerkraut, care în germană înseamnă „varză murată” (i.e. o mâncare tradițională germană); „Kraut” este de asemenea termenul de argou pentru marijuana, deoarece în germană Kraut înseamnă și „buruiană”. Deși ambii termeni, kraut și krautrock, au fost folosiți la început peiorativ, foarte repede s-au impus ca fiind noțiuni consacrate, pierzându-și conotația peiorativă.

## Muzică
Trupele de krautrock cântau, în general, muzică rock, cu instrumentele clasice genului (chitară, bas, baterie), completate de instrumente (și alte aparate) electronice. Multe dintre aceste grupuri sunt considerate a fi părinții muzicii electronice. Diverse trupe dintre acestea există și sunt active și astăzi în rock-ul german.
Krautrock-ul este un gen de muzică electronică, psihedelică, progresivă și/sau de avant-garde. Multe din trupele de krautrock au înglobat în muzica lor elemente de muzică clasică și din alte genuri muzicale consacrate (de exemplu jazz, rockul progresiv), precum  și diferite sunete create electronic.

## Formații și artiști solo krautrock
- Agitation Free
- Amon Düül II
- Ash Ra Tempel
- Can
- Eloy
- Eberhard Schoener
- Edgar Froese
- Faust
- Floh de Cologne
- Manuel Göttsching
- Guru Guru
- Jean Ven Robert Hal
- Peter Michael Hamel
- Hoelderlin
- Jane
- Kraftwerk
- Klaus Schulze
- Kluster
- La Düsseldorf
- Lucifer's Friend
- Mythos
- Nektar
- Neu!
- Night Sun
- Novalis
- Out of focus
- Popol Vuh
- Tangerine Dream
- Thirsty Moon